# Пјер Прим
Пјер Прим (фр. Pierre Prüm; Троавјерж, 9. јул 1886 — Клерво, 1. фебруар 1950) је био луксембуршки политичар и судија. Био је четрнаести премијер Луксембурга проводећи на овом положају годину дана од 20. марта 1925. до 16. јула 1926. године.